# Ruger Police Carbine
Ruger Police Carbine — американский самозарядный карабин производства компании Ruger, выпускавшийся в дополнение к пистолетам типа P Series. Производство оружия велось с 1996 по 2006 годы и прекратилось из-за низкого спроса. Карабин — самозарядный, основан на принципе отдачи. Использует те же магазины, что и пистолеты Ruger P series под патроны 9mm Parabellum и .40 S&W, вследствие чего выпускался в двух соответствующих вариантах PC9 и PC4 на основе карабина Ruger 10/22.

## История
Используется в качестве полицейского оружия наравне с P series, однако доступен и для продажи гражданским лицам. Ствол длиной 410 мм позволяет использовать те же патроны, что и для пистолетов со 100-мм стволом, но при этом пули имеют большую останавливающую силу. Отличается повышенной точностью по сравнению с пистолетами.

## Описание
Автоматика Ruger Police Carbine основана на традиционной отдаче затвора, для которого подходят патроны 9mm и .40 S&W. Для предотвращения разброса огня затвор разделён на две части: основная часть, относительно лёгкая, закреплена в ствольной коробке другая часть, потяжелее, расположена под цевьём карабина. Обе части затвора соединены стальными штифтами. Общая масса удерживает затвор во время стрельбы, смещая центр тяжести вперёд, и позволяет сохранить точность и кучность стрельбы.
Ещё одним уникальным элементом является затворный замок. Поскольку для функционирования винтовок и карабинов подобного калибра необходимо тяжёлый затвор, инерция может привести к преждевременному открытию затвора и невозможности стрельбы до тех пор, пока затвор не будет вручную закрыт. Для предотвращения этого в карабин встроен затворный замок, который закрывает надёжно затвор и предотвращает его преждевременное открытие вне зависимости от силы инерции и даже при падении. Открыть затвор и разрешить его движение возможно только после лёгкого нажатия на спусковой крючок или передёргивания затворной рукоятки.
К карабину Ruger Police Carbine прилагаются также различные прицелы. Стандартная модель использует прицел с V-образной прорезью и прямоугольной мушкой, модели GR — кольцевой прицел. Кольцевой прицел стоит дороже, но при самозащите позволяет быстрее прицеливаться при плохом освещении и повышает точность благодаря большему радиусу видимости. К ствольной коробке также прикреплена планка, позволяющая устанавливать оптические прицелы.